# Oliver Jackson
Oliver Jackson (28. dubna 1933 Detroit – 29. května 1994 New York) byl americký jazzový bubeník. Již koncem čtyřicátých let hrál v detroitských klubech například s Thadem Jonesem a Tommy Flanaganem. V letech 1954–1956 působil v kapele Yusefa Lateefa a 1959–1961 u Charlieho Shaverse. V letech 1975–1980 hrál v kapele Sy Olivera. Během své kariéry spolupracoval i s dalšími hudebníky, mezi něž patří Gene Ammons, Kenny Burrell, Dexter Gordon nebo Illinois Jacquet. Zemřel na selhání srdce ve svých jedenašedesáti letech.